# Campionati europei di ginnastica artistica femminile 2014 - Parallele asimmetriche (Juniores)

## Podio
| Oro             | Punti  | Argento             | Punti  | Bronzo        | Punti  |
| Dar'ja Skrypnik | 14,833 | Angelina Mel'nikova | 14,633 | Maike Enderle | 14,500 |

## Qualificazione
|    | Ginnasta            | Nazione       | Punteggio |
| -- | ------------------- | ------------- | --------- |
| 1  | Angelina Mel'nikova | Russia        | 14,633    |
| 2  | Dar'ja Skrypnik     | Russia        | 14,233    |
| 3  | Maike Enderle       | Germania      | 14,200    |
| 4  | Tabea Alt           | Germania      | 14,166    |
| 5  | Loan His            | Francia       | 14,033    |
| 6  | Anja Schwarz        | Svizzera      | 13,666    |
| 7  | Elissa Downie       | Gran Bretagna | 13,600    |
| 8  | Giada Grisetti      | Svizzera      | 13,508    |
| R1 | Laura Jurcă         | Romania       | 13,500    |
| R2 | Andreea Iridon      | Romania       | 13,400    |
| R3 | Nina Derwael        | Belgio        | 13,400    |

## Risultati
| Pos. | Ginnasta            | Naz.                   | Punteggio |
| ---- | ------------------- | ---------------------- | --------- |
| 1    | Dar'ja Skrypnik     | Russia (bandiera)      | 14,833    |
| 2    | Angelina Mel'nikova | Russia (bandiera)      | 14,633    |
| 3    | Maike Enderle       | Germania (bandiera)    | 14,500    |
| 4    | Tabea Alt           | Germania (bandiera)    | 14,066    |
| 5    | Elissa Downie       | Regno Unito (bandiera) | 13,800    |
| 6    | Anja Schwarz        | Svizzera (bandiera)    | 13,733    |
| 7    | Giada Grisetti      | Svizzera (bandiera)    | 13,433    |
| 8    | Loan His            | Francia (bandiera)     | 13,366    |